# Шиповський Сергій Володимирович
Сергій Володимирович Шиповський (нар. 2 січня 1965, Іжевськ, Удмуртська АРСР, РРФСР) — радянський та російський футбольний воротар, тренер. Відомий за виступами в Польщі в 1992-2002 роках. Постійно проживаючи в Польщі, залишив російське громадянство.

## Кар'єра гравця
У 6 років розпочав займатися футболом в іжевській команді «Іж-Планета». Грав на позиції центрального захисника, допоки тренер Віктор Коробейніков не поставив його в ворота. У 17 років потрапив в команду другої ліги з Іжевська. Її ворота надійно захищав досвідчений Євген Шкондін, а Шиповський заради ігрової практики перейшов в уфимський «СК Гастелло». У 1985 році тренер Геннадій Саричев запросив Едуарда Рахмангулова та Сергія Шиповського з Уфи до куйбишевських «Крил Рад», які вийшли в Першу лігу. З перших турів Шиповський став основним воротарем і був ним до завершення сезону. У 1986 році його спробував залучити до своїх лав ЦСКА, але Шиповський вважав за краще пройти службу в СКА «Карпати» зі Львова. Після служби в армії перейшов у донецький «Шахтар» з Вищої ліги.
У 1990-х транзитом через камишинський «Текстильник» опинився в польській Вищій лізі. Протягом 5 сезонів виступав у «Гутника» (Краків). У польській Першій лізі дебютував 2 травня 1992 року. Разом з «Гутніком» зіграв декілька матчів у Кубку УЄФА. 17 липня 1996 року на 86-й хвилині поєдинку з азербайджанським клубом «Хазрі Бузовна» (Баку). На той час рахунок був 8:0 на користь краковчан, а Сергій встановив остаточний рахунок, 9:0 (найбільша перемога польських клубів у Кубках УЄФА). У 1997—1999 роках виступав у російському клубі «Газовик-Газпром». Восени 1999 року він повернувся до польської ліги як гравець «Погоні» з Щецина. У футболці «Погоні» зіграв 1 матч у Кубку України, 10 серпня 2001 року з «Фількіром» (1:2). При чому Шиповського звинуватили в обох пропущених м'ячах. Перший м'яч Сергій пропустив випустивши його з рук після удару ісландця, а наприкінці першої половини не розрахував траекторію м'яча й пропустив м'яч вдруге. Зіграв у польській Прем'єр-лізі 166 матчів (152 — у «Гурника» та 14 — у «Погоні»).
У сезоні 2000/01 років разом «Погоню» став срібним призером польського чемпіонату, а рік по тому завершив кар'єру гравця.

## Кар'єра тренера
Після завершення кар'єри гравця працював тренером у щецинський «Погоні». Також працював у клубах «Полонія» (тренер воротарів), «Флоті» (другий тренер) та «Резі» (перший тренер), а в 2008 році очолював «Гриф» (Камінь-Поморський). Після цього знову став тренером воротарів у «Погоні» (2010—2011), а з 2012 року — у «Флоті». Пізніше відкрив власну школу воротарів, випустила багато відомих гравців. Серед випускників — воротар збірної Польщі Радослав Майдан.

## Досягнення
- Екстракляса
  -  Срібний призер (1): 2001
  -  Бронзовий призер (1): 1996
- Неодноразово визнавався найкращим іноземним футболістом Польщі. Входив до трійки найкращих воротарів польської ліги[4].

## Цікаві факти
- Сина, Станіслава Шиповського, Окружний суд Варшави 20 березня 2017 року засудив до чотирьох років в'язниці за звинуваченням у шпигунстві на користь Росії.